# ديفيد تينانت (سياسي)
ديفيد تينانت هو سياسي جنوب أفريقي، ولد في 10 يناير 1829 في كيب تاون في جنوب أفريقيا، وتوفي في 29 مارس 1905 في لندن في المملكة المتحدة.